# Searcy Bay Conservation Park
Searcy Bay Conservation Park är en park i Australien. Den ligger i kommunen Streaky Bay och delstaten South Australia, omkring 450 kilometer nordväst om delstatshuvudstaden Adelaide. Searcy Bay Conservation Park ligger 26 meter över havet.
Trakten är glest befolkad. Närmaste större samhälle är Sceale Bay, nära Searcy Bay Conservation Park. 
Trakten runt Searcy Bay Conservation Park består i huvudsak av gräsmarker. Genomsnittlig årsnederbörd är 469 millimeter. Den regnigaste månaden är juni, med i genomsnitt 105 mm nederbörd, och den torraste är december, med 9 mm nederbörd.